# Olympische Jugend-Winterspiele 2020/Teilnehmer (Kolumbien)
| Gelbes Symbol für Goldmedaillen mit stilisierten Olympischen Ringen | Graues Symbol für Silbermedaillen mit stilisierten Olympischen Ringen | Braundes Symbol für Bronzemedaillen mit stilisierten Olympischen Ringen |
| ------------------------------------------------------------------- | --------------------------------------------------------------------- | ----------------------------------------------------------------------- |
| —                                                                   | 1                                                                     | —                                                                       |

Kolumbien nahm an den Olympischen Jugend-Winterspielen 2020 in Lausanne mit zwei Athleten (ein Junge und ein Mädchen) in zwei Sportarten teil.

## Medaillen

### Medaillenspiegel
| Rang   | Sportart       | Gold | Silber | Bronze | Gesamt |
| ------ | -------------- | ---- | ------ | ------ | ------ |
| 1      | Eisschnelllauf | —    | 1      | —      | 1      |
| Gesamt | Gesamt         | 0    | 1      | 0      | 1      |

### Medaillengewinner
| Name/n               | Sportart       | Wettkampf      |
| -------------------- | -------------- | -------------- |
| Silber               |                |                |
| Diego Amaya Martínez | Eisschnelllauf | Teamwettbewerb |

## Teilnehmer nach Sportarten

### Bob
| Athlet          | Wettbewerb | Lauf 1      | Lauf 1 | Lauf 2      | Lauf 2 | Gesamt      | Gesamt |
| Athlet          | Wettbewerb | Zeit        | Rang   | Zeit        | Rang   | Zeit        | Rang   |
| --------------- | ---------- | ----------- | ------ | ----------- | ------ | ----------- | ------ |
| Mädchen         |            |             |        |             |        |             |        |
| Maude Crossland | Monobob    | 1:15,89 min | 14     | 1:16,26 min | 16     | 2:32,15 min | 15     |

### Eisschnelllauf
| Athleten                                                                 | Wettbewerbe | Zeit        | Rang |
| ------------------------------------------------------------------------ | ----------- | ----------- | ---- |
| Jungen                                                                   |             |             |      |
| Diego Amaya Martínez                                                     | 500 m       | 37,05 s     | 4    |
| Diego Amaya Martínez                                                     | 1000 m      | 1:55,80 min | 4    |
| Mixed                                                                    |             |             |      |
| Team 13 Karyna Schypulja Alina Dauranowa Xue Zhiwen Diego Amaya Martínez | Teamsprint  | DSQ         | DSQ  |

| Athleten             | Wettbewerbe | Halbfinale | Halbfinale  | Halbfinale | Finale | Finale      | Finale | Rang   |
| Athleten             | Wettbewerbe | Punkte     | Zeit        | Rang       | Punkte | Zeit        | Rang   | Rang   |
| -------------------- | ----------- | ---------- | ----------- | ---------- | ------ | ----------- | ------ | ------ |
| Jungen               |             |            |             |            |        |             |        |        |
| Diego Amaya Martínez | Massenstart | 4          | 5:55,21 min | 6          | 20     | 6:30,33 min | 2      | Silber |